# Kill Yr Idols
Kill Yr Idols è un EP del gruppo alternative rock statunitense Sonic Youth, pubblicato nel 1983, originariamente solo in Germania dalla casa discografica Zensor. Nel 1995, l'EP è stato incluso nella ristampa dell'album Confusion Is Sex.

## Tracce
Lato A
1. Protect Me You – 5:28
2. Shaking Hell (live) – 3:15

Lato B
1. Kill Yr Idols – 2:51
2. Brother James – 3:17
3. Early American – 6:07

## Formazione
- Thurston Moore - voce, chitarra
- Lee Ranaldo - chitarra
- Kim Gordon - basso, voce
- Bob Bert - batteria in Kill Yr Idols, Brother James e Early American
- Jim Sclavunos - batteria in Protect Me You e Shaking Hell (live)